# Je me souviens (Simenon)
Pour les articles homonymes, voir Je me souviens (homonymie).
Je me souviens : « Pedigree de Marc Simenon avec le portrait de quelques oncles, tantes, cousins, cousines et amis de la famille, ainsi que des anecdotes, par son père » est une œuvre autobiographique de Georges Simenon.
Les 4 premiers chapitres ont été écrits au 12, quai Victor-Hugo, à Fontenay-le-Comte (Vendée), et sont datés du 9 au 12 décembre 1940 ; les chapitres suivants, écrits au château de Terre-Neuve en la même ville, sont datés du 21 avril au 12 juin 1941 ; le dernier chapitre a été écrit aux Sables-d’Olonne, le 18 janvier 1945. 
Première publication aux Presses de la Cité en 1945. 
Je me souviens… est le premier ouvrage de Simenon publié par les Presses de la Cité.

## Résumé
Préface de l’auteur
« J’ai dit plusieurs fois quelles circonstances m’ont
amené à écrire ce livre. Je les répète brièvement. En décembre 1940, quelques mois après l’invasion de la France, je me trouvais replié dans la forêt de Mervent, en Vendée, quand un médecin, après un examen hâtif, diagnostiqua par erreur une angine de poitrine et m’annonça que j’en avais pour deux ou trois ans à vivre.
Mon premier fils, Marc, avait dix-huit mois. Je n’espérais pas d’autres enfants. C’est donc pour lui que, dans des cahiers, sans aucun souci littéraire, je racontai mes débuts dans la vie.
Ce texte romancé et élargi devait devenir Pedigree.
Quant aux cahiers originaux, c’est par hasard, pour des raisons assez complexes, que j’en permis la publication en 1945 sous le titre de Je me souviens…
Depuis, j’ai toujours interdit la réédition du volume.
Ai-je raison, aujourd’hui, de céder aux nombreuses lettres que j’ai reçues ? Je viens de relire le texte primitif et je me trouve assez embarrassé. Il ne s’agit en effet pas d’une œuvre littéraire, mais d’une sorte de document. Le style est plutôt le style parlé, familier d’un père s’adressant à son fils que le style écrit du romancier.
Supprimer les répétitions de mots, les facilités de langage, les incorrections ? Il faudrait tout récrire et je crains qu’un tel traitement n’enlève à ces pages leur spontanéité.
J’ai ajouté au contraire à l’édition de 1945 un certain nombre de passages que j’avais supprimés jadis, j’ignore pourquoi, ainsi que la page de titre et l’arbre généalogique que je m’étais amusé à dessiner en tête du premier cahier 
Ce n’est plus à Marc seul que ces souvenirs s’adressent, mais en même temps à mes trois autres enfants, Johnny, Marie-Georges et Pierre, à qui je les dédie. »
Échandens, le 26 avril 1961

## Aspects particuliers du roman
Après la publication de Je me souviens… André Gide conseille à son auteur de réécrire l'ouvrage[réf. nécessaire] sous une forme romanesque, ce qui donnera Pedigree qui sera publié par les Presses de la Cité en 1948.

## Fiche signalétique de l'ouvrage

### Cadre spatio-temporel
Récit des souvenirs d'enfance de l'auteur, écrit pour son fils après qu'un radiologue lui ait diagnostiqué par erreur une angine de poitrine.

### Les personnages
- Catherine (Fernande dans Pedigree) est, en réalité, Catherine Nols, couturière, l'épouse de Lucien Simenon, menuisier-ébéniste, l'oncle paternel de Georges Simenon.

- Albert Brüll, de Hasselt (Louis Peters, de Tongres, dans Pedigree) est en réalité François Guillaume Henri Brüll, l'oncle maternel de Georges Simenon.

- Robert Dortu (Marcel Wasselin dans Pedigree) est, en réalité, Léon Chantraine, l'époux de Céline Simenon, la plus jeune tante paternelle de Georges Simenon.

- Anna Lunel-Brüll (Louisa Jusseaume-Peters dans Pedigree) est, en réalité, Maria Josephina Croissant-Brüll, tante maternelle et marraine de Georges Simenon.

- Jan Vermeiren (Hubert Schroefs dans Pedigree) est, en réalité, Jean Mathieu Henri Schrooten, époux de la tante Louisa Brüll.

- Marthe Vermeiren-Brüll (Marthe Schroefs-Peters dans Pedigree) est, en réalité, Christina Maria Louisa Schrooten-Brüll, la tante maternelle de Georges Simenon.